# 1639
Portal Geschichte | Portal Biografien | Aktuelle Ereignisse | Jahreskalender | Tagesartikel

◄ |
16. Jahrhundert |
17. Jahrhundert
| 18. Jahrhundert | ►

◄ |
1600er |
1610er |
1620er |
1630er
| 1640er | 1650er | 1660er | ►

◄◄ |
◄ |
1635 |
1636 |
1637 |
1638 |
1639
| 1640 | 1641 | 1642 | 1643 | ► | ►►
Staatsoberhäupter  · Nekrolog   · Musikjahr
| Januar | Januar | Januar | Januar | Januar | Januar | Januar | Januar |
| Kw     | Mo     | Di     | Mi     | Do     | Fr     | Sa     | So     |
| ------ | ------ | ------ | ------ | ------ | ------ | ------ | ------ |
| 52     |        |        |        |        |        | 1      | 2      |
| 1      | 3      | 4      | 5      | 6      | 7      | 8      | 9      |
| 2      | 10     | 11     | 12     | 13     | 14     | 15     | 16     |
| 3      | 17     | 18     | 19     | 20     | 21     | 22     | 23     |
| 4      | 24     | 25     | 26     | 27     | 28     | 29     | 30     |
| 5      | 31     |        |        |        |        |        |        |

| Februar | Februar | Februar | Februar | Februar | Februar | Februar | Februar |
| Kw      | Mo      | Di      | Mi      | Do      | Fr      | Sa      | So      |
| ------- | ------- | ------- | ------- | ------- | ------- | ------- | ------- |
| 5       |         | 1       | 2       | 3       | 4       | 5       | 6       |
| 6       | 7       | 8       | 9       | 10      | 11      | 12      | 13      |
| 7       | 14      | 15      | 16      | 17      | 18      | 19      | 20      |
| 8       | 21      | 22      | 23      | 24      | 25      | 26      | 27      |
| 9       | 28      |         |         |         |         |         |         |

| März | März | März | März | März | März | März | März |
| Kw   | Mo   | Di   | Mi   | Do   | Fr   | Sa   | So   |
| ---- | ---- | ---- | ---- | ---- | ---- | ---- | ---- |
| 9    |      | 1    | 2    | 3    | 4    | 5    | 6    |
| 10   | 7    | 8    | 9    | 10   | 11   | 12   | 13   |
| 11   | 14   | 15   | 16   | 17   | 18   | 19   | 20   |
| 12   | 21   | 22   | 23   | 24   | 25   | 26   | 27   |
| 13   | 28   | 29   | 30   | 31   |      |      |      |

| April | April | April | April | April | April | April | April |
| Kw    | Mo    | Di    | Mi    | Do    | Fr    | Sa    | So    |
| ----- | ----- | ----- | ----- | ----- | ----- | ----- | ----- |
| 13    |       |       |       |       | 1     | 2     | 3     |
| 14    | 4     | 5     | 6     | 7     | 8     | 9     | 10    |
| 15    | 11    | 12    | 13    | 14    | 15    | 16    | 17    |
| 16    | 18    | 19    | 20    | 21    | 22    | 23    | 24    |
| 17    | 25    | 26    | 27    | 28    | 29    | 30    |       |

| Mai | Mai | Mai | Mai | Mai | Mai | Mai | Mai |
| Kw  | Mo  | Di  | Mi  | Do  | Fr  | Sa  | So  |
| --- | --- | --- | --- | --- | --- | --- | --- |
| 17  |     |     |     |     |     |     | 1   |
| 18  | 2   | 3   | 4   | 5   | 6   | 7   | 8   |
| 19  | 9   | 10  | 11  | 12  | 13  | 14  | 15  |
| 20  | 16  | 17  | 18  | 19  | 20  | 21  | 22  |
| 21  | 23  | 24  | 25  | 26  | 27  | 28  | 29  |
| 22  | 30  | 31  |     |     |     |     |     |

| Juni | Juni | Juni | Juni | Juni | Juni | Juni | Juni |
| Kw   | Mo   | Di   | Mi   | Do   | Fr   | Sa   | So   |
| ---- | ---- | ---- | ---- | ---- | ---- | ---- | ---- |
| 22   |      |      | 1    | 2    | 3    | 4    | 5    |
| 23   | 6    | 7    | 8    | 9    | 10   | 11   | 12   |
| 24   | 13   | 14   | 15   | 16   | 17   | 18   | 19   |
| 25   | 20   | 21   | 22   | 23   | 24   | 25   | 26   |
| 26   | 27   | 28   | 29   | 30   |      |      |      |

| Juli | Juli | Juli | Juli | Juli | Juli | Juli | Juli |
| Kw   | Mo   | Di   | Mi   | Do   | Fr   | Sa   | So   |
| ---- | ---- | ---- | ---- | ---- | ---- | ---- | ---- |
| 26   |      |      |      |      | 1    | 2    | 3    |
| 27   | 4    | 5    | 6    | 7    | 8    | 9    | 10   |
| 28   | 11   | 12   | 13   | 14   | 15   | 16   | 17   |
| 29   | 18   | 19   | 20   | 21   | 22   | 23   | 24   |
| 30   | 25   | 26   | 27   | 28   | 29   | 30   | 31   |

| August | August | August | August | August | August | August | August |
| Kw     | Mo     | Di     | Mi     | Do     | Fr     | Sa     | So     |
| ------ | ------ | ------ | ------ | ------ | ------ | ------ | ------ |
| 31     | 1      | 2      | 3      | 4      | 5      | 6      | 7      |
| 32     | 8      | 9      | 10     | 11     | 12     | 13     | 14     |
| 33     | 15     | 16     | 17     | 18     | 19     | 20     | 21     |
| 34     | 22     | 23     | 24     | 25     | 26     | 27     | 28     |
| 35     | 29     | 30     | 31     |        |        |        |        |

| September | September | September | September | September | September | September | September |
| Kw        | Mo        | Di        | Mi        | Do        | Fr        | Sa        | So        |
| --------- | --------- | --------- | --------- | --------- | --------- | --------- | --------- |
| 35        |           |           |           | 1         | 2         | 3         | 4         |
| 36        | 5         | 6         | 7         | 8         | 9         | 10        | 11        |
| 37        | 12        | 13        | 14        | 15        | 16        | 17        | 18        |
| 38        | 19        | 20        | 21        | 22        | 23        | 24        | 25        |
| 39        | 26        | 27        | 28        | 29        | 30        |           |           |

| Oktober | Oktober | Oktober | Oktober | Oktober | Oktober | Oktober | Oktober |
| Kw      | Mo      | Di      | Mi      | Do      | Fr      | Sa      | So      |
| ------- | ------- | ------- | ------- | ------- | ------- | ------- | ------- |
| 39      |         |         |         |         |         | 1       | 2       |
| 40      | 3       | 4       | 5       | 6       | 7       | 8       | 9       |
| 41      | 10      | 11      | 12      | 13      | 14      | 15      | 16      |
| 42      | 17      | 18      | 19      | 20      | 21      | 22      | 23      |
| 43      | 24      | 25      | 26      | 27      | 28      | 29      | 30      |
| 44      | 31      |         |         |         |         |         |         |

| November | November | November | November | November | November | November | November |
| Kw       | Mo       | Di       | Mi       | Do       | Fr       | Sa       | So       |
| -------- | -------- | -------- | -------- | -------- | -------- | -------- | -------- |
| 44       |          | 1        | 2        | 3        | 4        | 5        | 6        |
| 45       | 7        | 8        | 9        | 10       | 11       | 12       | 13       |
| 46       | 14       | 15       | 16       | 17       | 18       | 19       | 20       |
| 47       | 21       | 22       | 23       | 24       | 25       | 26       | 27       |
| 48       | 28       | 29       | 30       |          |          |          |          |

| Dezember | Dezember | Dezember | Dezember | Dezember | Dezember | Dezember | Dezember |
| Kw       | Mo       | Di       | Mi       | Do       | Fr       | Sa       | So       |
| -------- | -------- | -------- | -------- | -------- | -------- | -------- | -------- |
| 48       |          |          |          | 1        | 2        | 3        | 4        |
| 49       | 5        | 6        | 7        | 8        | 9        | 10       | 11       |
| 50       | 12       | 13       | 14       | 15       | 16       | 17       | 18       |
| 51       | 19       | 20       | 21       | 22       | 23       | 24       | 25       |
| 52       | 26       | 27       | 28       | 29       | 30       | 31       |          |

| Januar | Januar | Januar | Januar | Januar | Januar | Januar | Januar |
| Kw     | Mo     | Di     | Mi     | Do     | Fr     | Sa     | So     |
| ------ | ------ | ------ | ------ | ------ | ------ | ------ | ------ |
| 52     |        |        |        |        |        | 1      | 2      |
| 1      | 3      | 4      | 5      | 6      | 7      | 8      | 9      |
| 2      | 10     | 11     | 12     | 13     | 14     | 15     | 16     |
| 3      | 17     | 18     | 19     | 20     | 21     | 22     | 23     |
| 4      | 24     | 25     | 26     | 27     | 28     | 29     | 30     |
| 5      | 31     |        |        |        |        |        |        |

| Februar | Februar | Februar | Februar | Februar | Februar | Februar | Februar |
| Kw      | Mo      | Di      | Mi      | Do      | Fr      | Sa      | So      |
| ------- | ------- | ------- | ------- | ------- | ------- | ------- | ------- |
| 5       |         | 1       | 2       | 3       | 4       | 5       | 6       |
| 6       | 7       | 8       | 9       | 10      | 11      | 12      | 13      |
| 7       | 14      | 15      | 16      | 17      | 18      | 19      | 20      |
| 8       | 21      | 22      | 23      | 24      | 25      | 26      | 27      |
| 9       | 28      |         |         |         |         |         |         |

| März | März | März | März | März | März | März | März |
| Kw   | Mo   | Di   | Mi   | Do   | Fr   | Sa   | So   |
| ---- | ---- | ---- | ---- | ---- | ---- | ---- | ---- |
| 9    |      | 1    | 2    | 3    | 4    | 5    | 6    |
| 10   | 7    | 8    | 9    | 10   | 11   | 12   | 13   |
| 11   | 14   | 15   | 16   | 17   | 18   | 19   | 20   |
| 12   | 21   | 22   | 23   | 24   | 25   | 26   | 27   |
| 13   | 28   | 29   | 30   | 31   |      |      |      |

| April | April | April | April | April | April | April | April |
| Kw    | Mo    | Di    | Mi    | Do    | Fr    | Sa    | So    |
| ----- | ----- | ----- | ----- | ----- | ----- | ----- | ----- |
| 13    |       |       |       |       | 1     | 2     | 3     |
| 14    | 4     | 5     | 6     | 7     | 8     | 9     | 10    |
| 15    | 11    | 12    | 13    | 14    | 15    | 16    | 17    |
| 16    | 18    | 19    | 20    | 21    | 22    | 23    | 24    |
| 17    | 25    | 26    | 27    | 28    | 29    | 30    |       |

| Mai | Mai | Mai | Mai | Mai | Mai | Mai | Mai |
| Kw  | Mo  | Di  | Mi  | Do  | Fr  | Sa  | So  |
| --- | --- | --- | --- | --- | --- | --- | --- |
| 17  |     |     |     |     |     |     | 1   |
| 18  | 2   | 3   | 4   | 5   | 6   | 7   | 8   |
| 19  | 9   | 10  | 11  | 12  | 13  | 14  | 15  |
| 20  | 16  | 17  | 18  | 19  | 20  | 21  | 22  |
| 21  | 23  | 24  | 25  | 26  | 27  | 28  | 29  |
| 22  | 30  | 31  |     |     |     |     |     |

| Juni | Juni | Juni | Juni | Juni | Juni | Juni | Juni |
| Kw   | Mo   | Di   | Mi   | Do   | Fr   | Sa   | So   |
| ---- | ---- | ---- | ---- | ---- | ---- | ---- | ---- |
| 22   |      |      | 1    | 2    | 3    | 4    | 5    |
| 23   | 6    | 7    | 8    | 9    | 10   | 11   | 12   |
| 24   | 13   | 14   | 15   | 16   | 17   | 18   | 19   |
| 25   | 20   | 21   | 22   | 23   | 24   | 25   | 26   |
| 26   | 27   | 28   | 29   | 30   |      |      |      |

| Juli | Juli | Juli | Juli | Juli | Juli | Juli | Juli |
| Kw   | Mo   | Di   | Mi   | Do   | Fr   | Sa   | So   |
| ---- | ---- | ---- | ---- | ---- | ---- | ---- | ---- |
| 26   |      |      |      |      | 1    | 2    | 3    |
| 27   | 4    | 5    | 6    | 7    | 8    | 9    | 10   |
| 28   | 11   | 12   | 13   | 14   | 15   | 16   | 17   |
| 29   | 18   | 19   | 20   | 21   | 22   | 23   | 24   |
| 30   | 25   | 26   | 27   | 28   | 29   | 30   | 31   |

| August | August | August | August | August | August | August | August |
| Kw     | Mo     | Di     | Mi     | Do     | Fr     | Sa     | So     |
| ------ | ------ | ------ | ------ | ------ | ------ | ------ | ------ |
| 31     | 1      | 2      | 3      | 4      | 5      | 6      | 7      |
| 32     | 8      | 9      | 10     | 11     | 12     | 13     | 14     |
| 33     | 15     | 16     | 17     | 18     | 19     | 20     | 21     |
| 34     | 22     | 23     | 24     | 25     | 26     | 27     | 28     |
| 35     | 29     | 30     | 31     |        |        |        |        |

| September | September | September | September | September | September | September | September |
| Kw        | Mo        | Di        | Mi        | Do        | Fr        | Sa        | So        |
| --------- | --------- | --------- | --------- | --------- | --------- | --------- | --------- |
| 35        |           |           |           | 1         | 2         | 3         | 4         |
| 36        | 5         | 6         | 7         | 8         | 9         | 10        | 11        |
| 37        | 12        | 13        | 14        | 15        | 16        | 17        | 18        |
| 38        | 19        | 20        | 21        | 22        | 23        | 24        | 25        |
| 39        | 26        | 27        | 28        | 29        | 30        |           |           |

| Oktober | Oktober | Oktober | Oktober | Oktober | Oktober | Oktober | Oktober |
| Kw      | Mo      | Di      | Mi      | Do      | Fr      | Sa      | So      |
| ------- | ------- | ------- | ------- | ------- | ------- | ------- | ------- |
| 39      |         |         |         |         |         | 1       | 2       |
| 40      | 3       | 4       | 5       | 6       | 7       | 8       | 9       |
| 41      | 10      | 11      | 12      | 13      | 14      | 15      | 16      |
| 42      | 17      | 18      | 19      | 20      | 21      | 22      | 23      |
| 43      | 24      | 25      | 26      | 27      | 28      | 29      | 30      |
| 44      | 31      |         |         |         |         |         |         |

| November | November | November | November | November | November | November | November |
| Kw       | Mo       | Di       | Mi       | Do       | Fr       | Sa       | So       |
| -------- | -------- | -------- | -------- | -------- | -------- | -------- | -------- |
| 44       |          | 1        | 2        | 3        | 4        | 5        | 6        |
| 45       | 7        | 8        | 9        | 10       | 11       | 12       | 13       |
| 46       | 14       | 15       | 16       | 17       | 18       | 19       | 20       |
| 47       | 21       | 22       | 23       | 24       | 25       | 26       | 27       |
| 48       | 28       | 29       | 30       |          |          |          |          |

| Dezember | Dezember | Dezember | Dezember | Dezember | Dezember | Dezember | Dezember |
| Kw       | Mo       | Di       | Mi       | Do       | Fr       | Sa       | So       |
| -------- | -------- | -------- | -------- | -------- | -------- | -------- | -------- |
| 48       |          |          |          | 1        | 2        | 3        | 4        |
| 49       | 5        | 6        | 7        | 8        | 9        | 10       | 11       |
| 50       | 12       | 13       | 14       | 15       | 16       | 17       | 18       |
| 51       | 19       | 20       | 21       | 22       | 23       | 24       | 25       |
| 52       | 26       | 27       | 28       | 29       | 30       | 31       |          |

## Ereignisse

### Politik und Weltgeschehen

#### Dreißigjähriger Krieg in Europa
- 14. April: In der Schlacht bei Chemnitz bringen die Schweden unter Johan Banér den kaiserlich-sächsischen Truppen unter Rudolph von Marzin eine Niederlage bei.

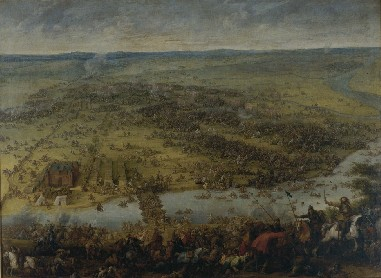
Die Schlacht bei Diedenhofen (Thionville), Pieter Snayers

- 7. Juni: In der Schlacht bei Diedenhofen bezwingen die kaiserlichen Truppen unter Ottavio Piccolomini die von Manassès de Pas, Marquis de Feuquières befehligten Franzosen.
- 27. Juli: Spanische Truppen nehmen Turin ein.
- 3. September: Das Mailänder Kapitulat beendet die Bündner Wirren. Spanien und Österreich statten den Drei Bünden das Veltlin zurück.
- Die Belagerung von Bautzen endet am 17. Oktober mit der Besetzung der Stadt durch die Schweden.

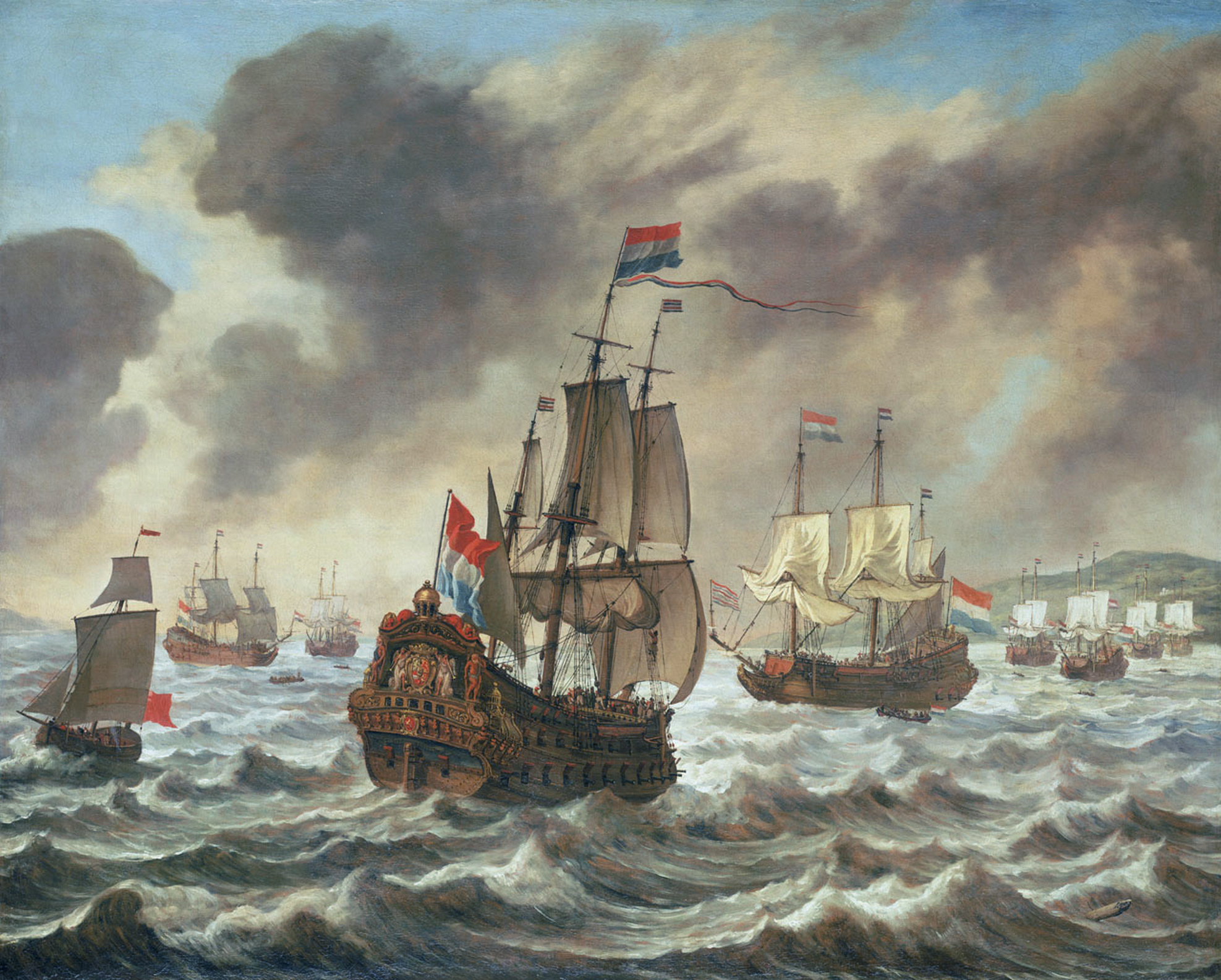
Die Niederländische Flotte vor der Seeschlacht bei den Downs, zeitgenössisches Gemälde

- 31. Oktober: In der Seeschlacht bei den Downs im Ärmelkanal gelingt der Flotte aus der Republik der Sieben Vereinigten Provinzen unter dem Kommando von Maarten Tromp ein Sieg über spanisch-portugiesische Kriegsschiffe.
- 21. November: Nachdem der Kommandant der Stadt, Braun von Schmidtburg zu Schweich, zu ihnen übergelaufen ist, wird die Stadt Kreuznach von französischen und sachsen-weimarischen Truppen unter dem Herzog Henri II. d’Orléans-Longueville eingenommen.
- Das Château de Joux bei La Cluse-et-Mijoux wird von Truppen des Herzogs Bernhard von Sachsen-Weimar besetzt.

#### Britische Inseln
- Sommer: Der Erste Bischofskrieg, eine Episode der Kriege zwischen den drei Königreichen zwischen England und Schottland beginnt.

#### Iran/Osmanisches Reich

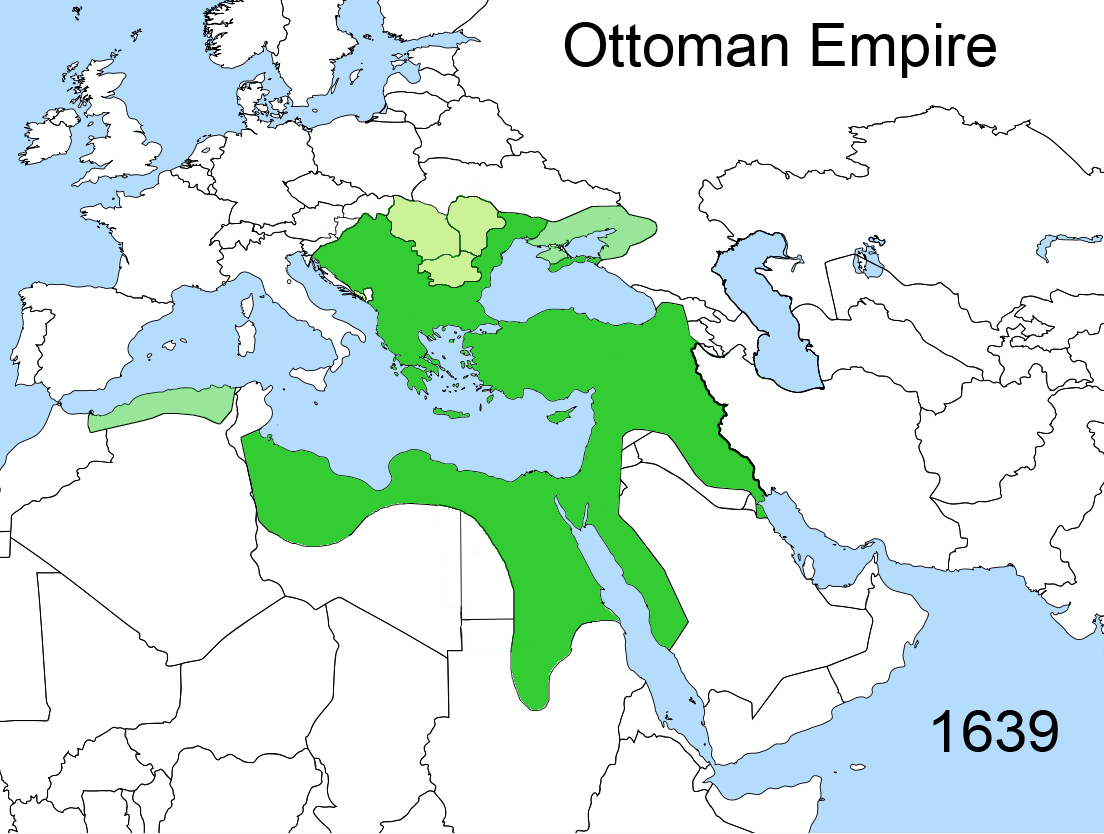
Das Osmanische Reich 1639

- 17. Mai: Die im Iran herrschenden Safawiden schließen mit dem Osmanischen Reich unter Murad IV. den Vertrag von Qasr-e Schirin, mit dem die Grenze zwischen den beiden Ländern festgelegt wird. Der Vertrag beendet rund 150 Jahre sporadischer Kriege zwischen den beiden Staaten über territoriale Konflikte.

#### Weitere Ereignisse in Asien
- 22. August: Der Engländer Francis Day erwirbt für die Englische Ostindien-Kompanie vom Nayak-Herrscher ein Stück Land an der Koromandelküste. Der Handelsstützpunkt Fort St. George entwickelt sich zur Stadt Madras, heute Chennai.
- Russische Jäger und Soldaten stoßen bis zum Pazifik vor.
- Gründung Ulaanbaatars unter dem Namen Örgöö (Urga)
- Abschließung Japans: Ausweisung der letzten Spanier und Portugiesen aus Japan durch Edikt von Tokugawa Iemitsu, Ende des Nanban-Handels

#### Amerika und Karibik
- Das House of Burgesses in Barbados tritt zu seiner ersten Sitzung zusammen, nachdem England die Karibikinsel im Jahr 1625 von Portugal übernommen hat.
- Jonas Bronck lässt sich als erster Siedler der niederländischen Kolonie Nieuw Nederland im Gebiet der heutigen Bronx nieder.

### Wirtschaft
- In der heutigen Aischgründer Bierstraße wird die erste kleine Brauerei gegründet.

### Wissenschaft und Technik
- 28. Juni: William Laud, Kanzler der Universität Oxford und Erzbischof von Canterbury, schenkt das Manuskript des Peterborough Chronicle der Bodleian Library.

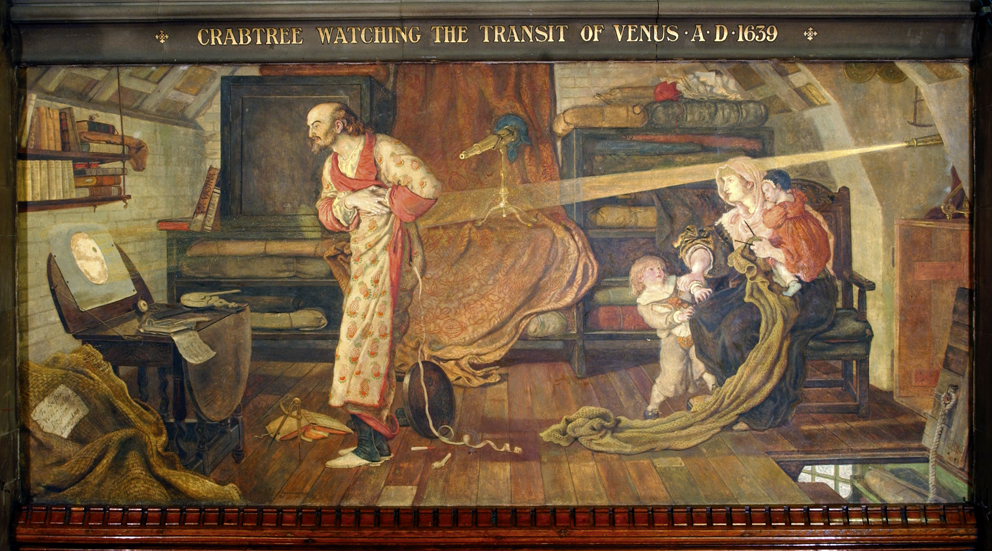
William Crabtree beobachtet den Venustransit im Jahre 1639.

- 4. Dezember: Den englischen Astronomen Jeremia Horrocks und William Crabtree gelingt es erstmals, einen von ihnen vorausberechneten Venusdurchgang zu beobachten.
- Die Erzbischöfliche Ursulinenschule in Köln wird gegründet.
- Die braunschweigisch-lüneburgische Herzogin Anna Sophia von Brandenburg gründet in Schöningen das Anna-Sophianeum als Lateinschule.

### Kultur
- 24. Januar: Die Uraufführung der Oper Le nozze di Teti e di Peleo von Francesco Cavalli findet in Venedig statt.

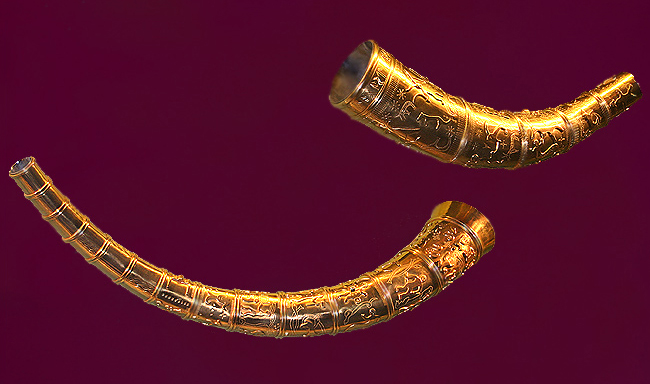
Rekonstruktion der Hörner im Nationalmuseum Dänemarks

- 20. Juli: Die Klöpplerin Kirsten Svendsdatter entdeckt das längere der beiden Goldhörner von Gallehus. Sie sind die berühmtesten archäologischen Funde in Dänemark. Das kürzere wird ebenfalls zufällig im Jahr 1734 aufgefunden.

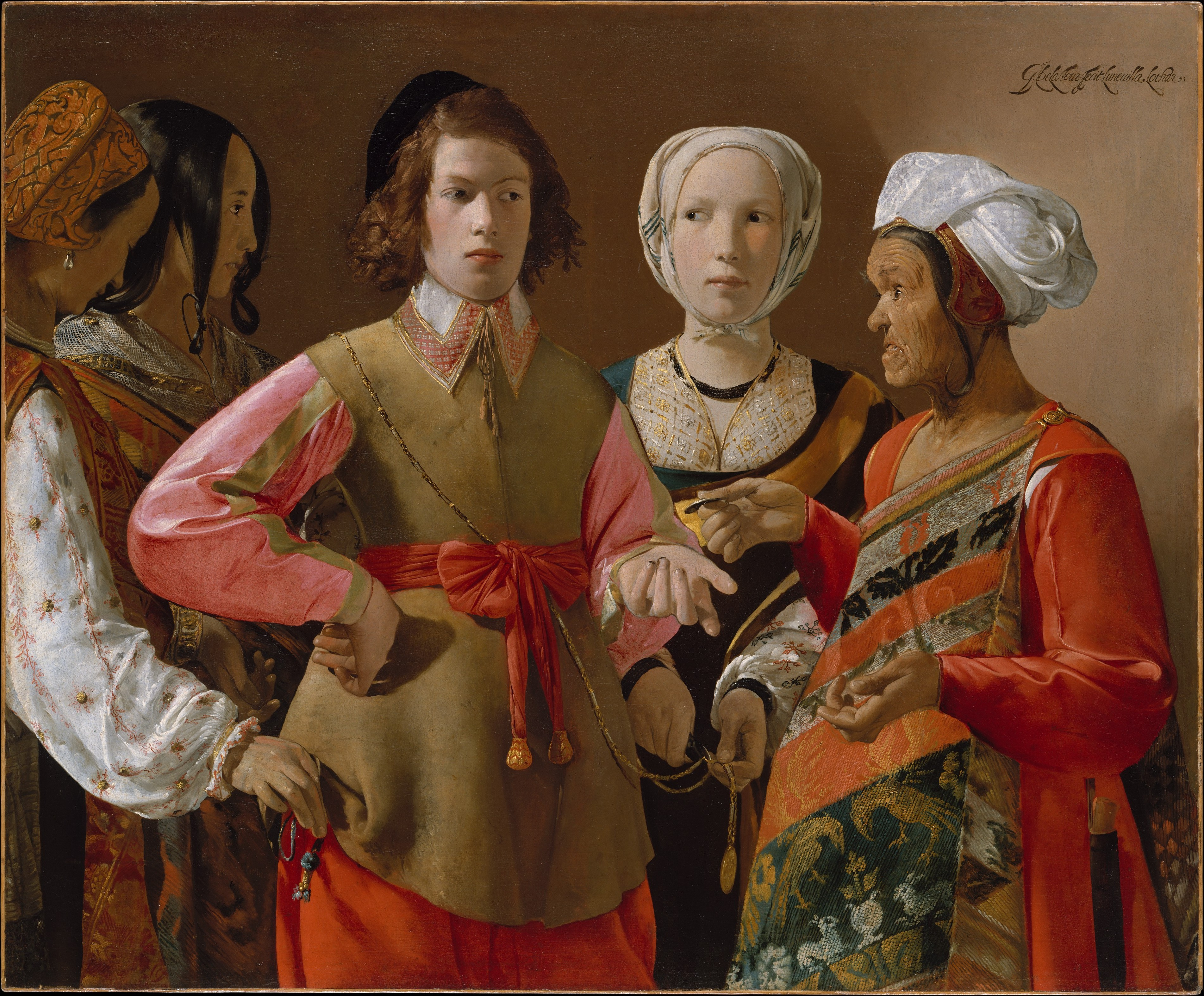
Die Wahrsagerin, New York, Metropolitan Museum

- um 1639: Der französische Barockmaler Georges de la Tour vollendet das Gemälde Die Wahrsagerin.

## Historische Karten und Ansichten

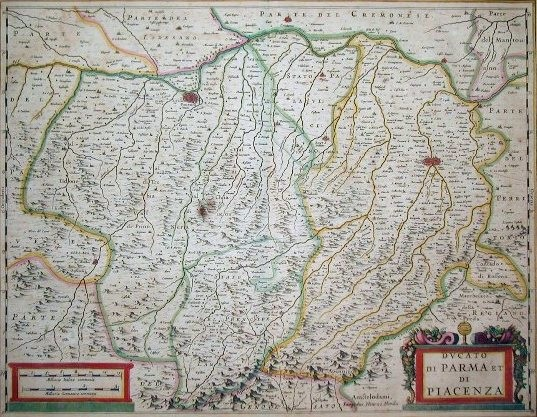
Herzogtum Parma und Piacenza 1639 unter Odoardo I. Farnese

## Geboren

### Geburtsdatum gesichert

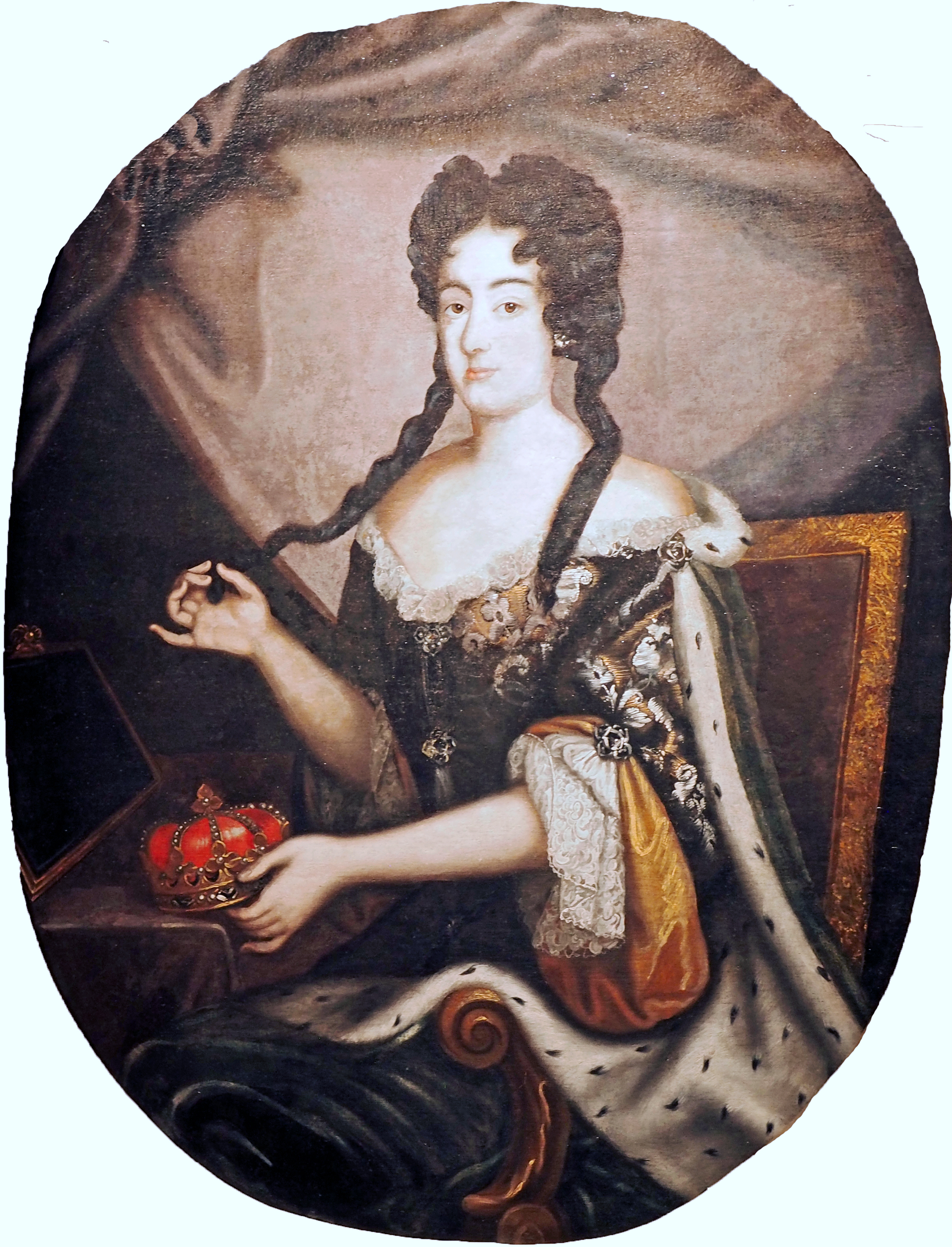
Eleonore d’Olbreuse, Herzogin von Braunschweig-Lüneburg

- 03. Januar: Eleonore d’Olbreuse, französische Adelige, Herzogin von Braunschweig-Lüneburg-Celle († 1722)
- 05. Januar: Otto Wilhelm von Königsmarck, venezianischer Generalissimus gegen die Türken († 1688)
- 05. Februar: Sibylla Schuster, deutsche Schriftstellerin und Dichterin († 1685)
- 06. Februar: Daniel Georg Morhof, namhafter Literarhistoriker und Polyhistor († 1691)
- 07. März: Charles Stewart, 6. Duke of Lennox, schottischer Adeliger († 1672)
- 05. April: Otto de Grana, kaiserlicher Feldmarschall und Diplomat, königlich-spanischer Statthalter in den Spanischen Niederlande († 1685)
- 14. März (getauft): Jacob Ferdinand Voet, flämischer Porträtmaler († 1689)
- 20. März: Iwan Masepa, ukrainischer Kosakenhetman († 1709)
- 29. April: Johann König, deutscher Orgelbauer († 1691)
- 02. Mai: Michael Friedrich Lederer, deutscher Rechtswissenschaftler († 1674)
- 08. Mai: Giovanni Battista Gaulli, italienischer Maler († 1709)
- 16. Mai: Pietro degli Antonii, italienischer Komponist und Kapellmeister († 1720)
- 24. Mai: Olof Bromelius, schwedischer Botaniker und Arzt († 1705)
- 24. Mai: Friedrich von Dönhoff, kurbrandenburgisch-preußischer Generalleutnant († 1696)
- 21. Juni: Increase Mather, puritanischer Pfarrer und Präsident der Harvard-Universität († 1723)
- 08. August: Christina zu Mecklenburg, Äbtissin des Stiftes Gandersheim († 1693)
- 09. August: Konrad Tiburtius Rango, deutscher lutherischer Theologe und Naturforscher († 1700)
- 28. August: Maria Mancini, französische Adelige, Mazarinette und Mätresse Ludwigs XIV. († 1715)
- 01. Oktober: Ida Hedwig von Brockdorff, deutsche Wohltäterin, Konventualin und Priorin des Klosters Uetersen († 1713)
- 14. Oktober: Simon van der Stel, der erste Gouverneur der Kapkolonie († 1712)
- 04. November: Andreas Thamasch, österreichischer Bildhauer († 1697)
- 21. November: Fortunatus Hueber, deutscher Franziskaner, Theologe und Historiker († 1706)
- 30. November: Ernst Jacob von Audorf, böhmischer Hauptmann der Breslauischen Stadt-Garnison, Militäringenieur und Romanautor († 1705)
- 04. Dezember: Heinrich Balthasar Roth, deutscher Rechtswissenschaftler († 1689)
- 05. Dezember: Vincenzo Minutoli, Schweizer evangelischer Geistlicher und Hochschullehrer († 1709)
- 05. Dezember: Johann Christoph Pezel, deutscher Stadtpfeifer und Komponist († 1694)
- 22. Dezember: Jean Racine, bedeutender Autor der französischen Klassik; insbesondere Verfasser bekannter, noch heute gespielter Tragödien († 1699)

### Genaues Geburtsdatum unbekannt
- Hans Jakob Gessner, Schweizer evangelischer Geistlicher († 1704)

## Gestorben

### Erstes Halbjahr
- 20. Januar: Mustafa I., Sultan des Osmanischen Reiches (* 1592)
- 24. Januar: Jörg Jenatsch, Schweizer Pfarrer und Politiker (* 1596)
- 24. Januar: Sophie von Braunschweig-Lüneburg, Markgräfin von Brandenburg-Ansbach und Brandenburg-Kulmbach sowie Herzogin von Jägerndorf (* 1563)
- 05. Februar: Augusta von Dänemark, Herzogin von Schleswig-Holstein-Gottorf (* 1580)
- 14. Februar: Maximilian von Pappenheim, Landgraf von Stühlingen und Reichserbmarschall (* 1580)
- 30. März: Zacharias Hegewald, deutscher Bildhauer (* 1596)
- 01. April: Johann Philipp, Herzog von Sachsen-Altenburg (* 1597)
- 24. April: Nicolaus Braun, deutscher Arzt (* 1558)
- 15. Mai: Enoch Heiland, deutscher Rechtswissenschaftler (* 1582)
- 21. Mai: Tommaso Campanella, italienischer Philosoph (* 1568)
- 01. Juni: Melchior Franck, deutscher Komponist (* 1580)
- 06. Juni: Peter Crüger, deutscher Philologe, Astronom und Mathematiker (* 1580)
- 07. Juni: Antonio de Oquendo, spanischer Admiral (* 1577)
- 29. Juni: Jakob von Ramsay, schottischer Militär (* 1589)

### Zweites Halbjahr

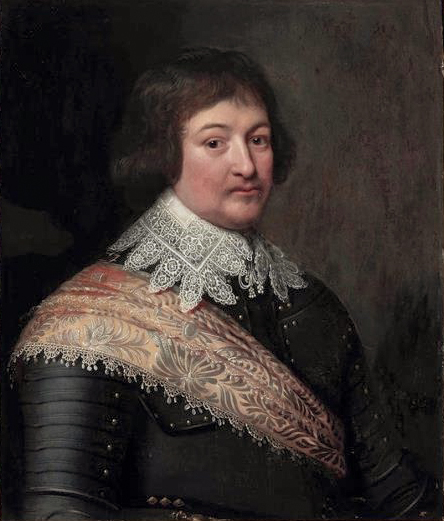
Bernhard von Sachsen-Weimar

- 18. Juli: Bernhard von Sachsen-Weimar, General im Dreißigjährigen Krieg (* 1604)
- 22. Juli: Rutilio Manetti, italienischer Maler (* 1571)
- 01. August: Thomas Thynne, englischer Adeliger und Politiker (* um 1578)
- 02. August: Jakub Kryštof Rybnický, böhmischer Komponist (* 1583)
- 06. August: Hans van Steenwinckel der Jüngere, flämischer Baumeister und Bildhauer (* 1587)
- 13. August: Walter Aston, 1. Lord Aston of Forfar, englisch-schottischer Adliger und Diplomat (* 1584)

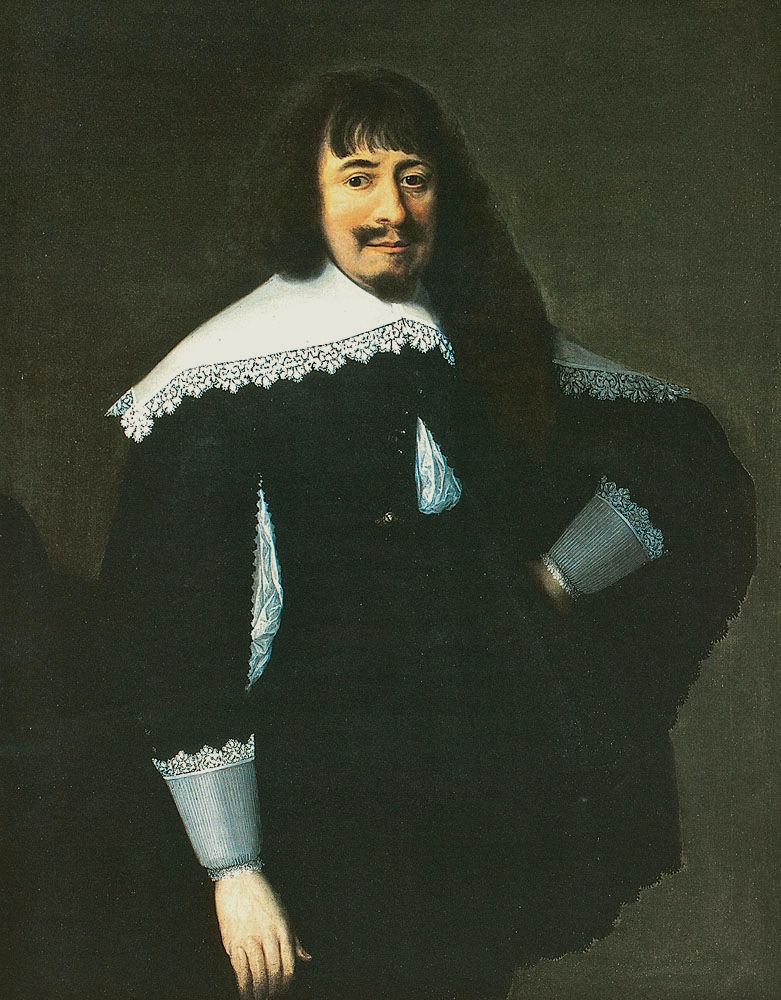
Martin Opitz

- 20. August: Martin Opitz, Begründer der Schlesischen Dichterschule und Mitglied der Fruchtbringenden Gesellschaft (* 1597)
- 20. August: Jakob Bidermann, deutscher Dramatiker (* 1578)
- 21. August: Heinrich Wenzel, Herzog von Münsterberg und Bernstadt (* 1592)
- 11. September: Orazio Gentileschi, italienischer Maler (* 1563)
- 01. Oktober: Christian Friis, dänischer Staatsmann (* 1581)
- 14. Oktober: Shōkadō Shōjō, japanischer Maler (* 1582)
- 28. Oktober: Stefano Landi, italienischer Sänger, Kapellmeister und Komponist (* 1587)
- 03. November: Martín de Porres, peruanischer Heiliger, Dominikaner (* 1579)
- 09. November: Sixtinus Amama, niederländischer Theologe und Orientalist (* 1593)
- 30. November: Christoph Felgenhauer, kursächsischer Kammerrat, Floßdirektor und frühkapitalistischer Unternehmer (* vor 1604)
- 17. Dezember: Nils Turesson Bielke, schwedischer Staatsmann (* 1569)
- 25. Dezember: Johann Christian, Herzog von Brieg, Liegnitz, Wohlau und Ohlau (* 1591)
- 000Dezember: Sir Henry Wotton, englischer Diplomat, Dichter und Kunstkenner (* 1568)

### Genaues Todesdatum unbekannt
- Aaron Berechja di Modena, italienischer Kabbalist